# Alberto Villar
Pour les articles homonymes, voir Villar.
Alberto Villar (mort en novembre 1974) était le vice-chef de la police fédérale argentine, nommé par Juan Perón après son retour d'exil sur les conseils de José López Rega.

## Biographie
Il est formé aux méthodes contre-insurrectionnelles à l'École militaire des Amériques. Mettant au point les techniques de répression illégale de la Coordinación Federal, il participa à la répression du Cordobazo en mai 1969, sous la dictature de la Révolution argentine. 
Il participa dans les années 1970 à la création de la Triple A, un escadron de la mort dirigé par le ministre José López Rega. Villar était aussi chargé de la Division étrangère de la police fédérale, qui était le contact argentin pour les services étrangers opérant sur le territoire national dans le cadre de l'opération Condor. Dès 1973, Villar était ainsi le contact des escadrons de la mort uruguayens opérant en Argentine.
Antonio Viana Acosta témoigna plus tard de son enlèvement par Villar, accompagné du commissaire Juan Carlos Morales et de Luis Margaride, le 21 février 1974 à Buenos Aires. Acosta fut par la suite transféré à la junte de l'Uruguay où il demeura en détention pendant 8 ans.
Alberto Villar fut assassiné en 1974. La Coordinación Federal, qui après le coup d'État de mars 1976 regroupait des péronistes d'extrême-droite avec des militaires, devint dans les dernières années du règne de Jorge Rafael Videla la Superintendencia de Seguridad Federal, avant d'être renommée Seguridad Metropolitana sous la transition démocratique..